# Командная тактика

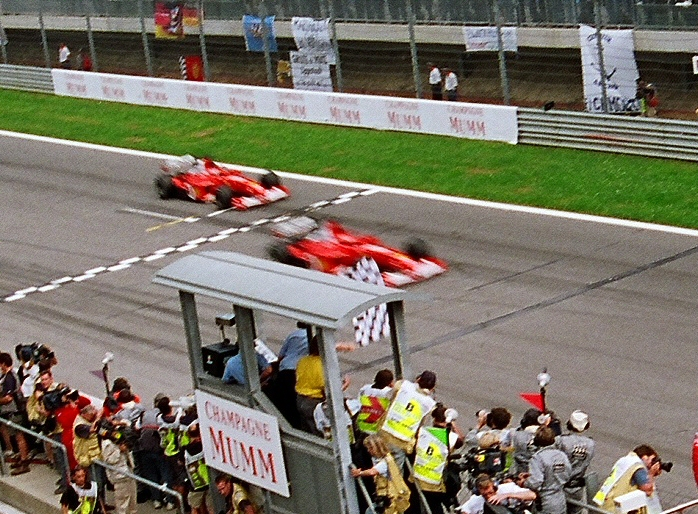
Командная тактика на Гран-при Австрии 2002 года. Рубенс Баррикелло подчиняется приказу из боксов и пропускает Михаэля Шумахера вперед за несколько метров до клетчатого флага

Командная тактика — термин из области авто-, мото- и велоспорта, обозначающий ситуацию, когда команда указывает одному из своих гонщиков пожертвовать позицией в пользу другого. Как правило, такие действия обусловлены позициями обоих спортсменов в чемпионате: один из гонщиков может находиться позади другого в данной гонке, но впереди — в турнирной таблице. В таких случаях обмен позициями между гонщиками команды позволяет лидеру команды набрать большее количество очков и увеличить шансы на победу в первенстве.

## Разновидности командной тактики
В широком смысле под командной тактикой понимаются явные или неявные действия команды по отношению к спортсменам, целью которых является улучшение результата одного гонщика (лидера команды) за счёт результатов остальных членов команды. Такие действия могут включать в себя:
- приказ одному из гонщиков команды позволить лидеру команды обогнать себя
- приказ прекратить борьбу на трассе с лидером команды
- приказ задержать соперников для того, чтобы лидер команды, отстающий от них, смог ликвидировать отставание и включиться в борьбу
- приказ вывести из соревнования машину соперника для того, чтобы тот не смог набрать очков в гонке и улучшить своё положение в чемпионате по отношению к лидеру команды
- приказ предоставить свою машину лидеру команды (например, в случае, если автомобиль лидера команды неисправен)

Исторически те разновидности командной тактики, которые не подразумевают прямого ущерба машинам соперников, являлись легальным и признанным способом борьбы. Однако со временем болельщики и Международная федерация автоспорта стали относиться к применению командной тактики негативно, поскольку её использование снижает зрелищность соревнований и делает гонки предсказуемыми. Претензии к командам, использующим командную тактику, также часто связаны с тем, что вторые номера команд — порой не менее одарённые гонщики, чем их партнеры по команде — лишаются возможности реализовать свой собственный талант, так как вынуждены уступать победы партнеру..

## В Формуле-1
Наиболее яркие примеры использования командной тактики наблюдались в автогонках класса Формула-1. В частности, вторым номерам команд Формулы-1 часто поступал приказ позволить лидеру команды выйти вперед. Например, на Гран-при Европы 1997 года Дэвид Култхард, пилот McLaren, получил указание уступить первое место Мике Хаккинену.
Другой случай применения такой тактики произошёл на Гран-при Австрии 2002 года, когда Михаэль Шумахер за несколько метров до финиша гонки обогнал специально замедлившегося Рубенса Баррикелло (на тот момент товарища по команде Ferrari). Этот демонстративный манёвр вызвал резко негативную реакцию среди болельщиков и в прессе и стал поводом для запрета командной тактики, влияющей на итог гонки Формулы-1, в 2003 году (англ. «team orders which interfere with a race result are prohibited»). На гран-при США 2002 года оба «феррари» решили картинно финишировать вместе, и секундомер определил, что первый Баррикелло — после гонки он пошутил: «Шпильберг вернулся».
Однако спустя 8 лет на Гран-при Германии 2010 года гоночный инженер Фелипе Массы, также на тот момент пилота Ferrari, по радиосвязи передал пилоту сообщение: «Фернандо быстрее тебя. Подтверди, что ты понял это сообщение» (англ. «Fernando is faster than you. Can you confirm you understand that message?»). Спустя несколько секунд Масса замедлился и пропустил лидера Ferrari Фернандо Алонсо вперед. В соответствии с вышеупомянутым запретом Ferrari была оштрафована на $ 100.000, однако данный прецедент показал, что командная тактика может быть реализована и завуалированными приказами, которые формально не противоречат правилам. FIA приняла решение пересмотреть правило о запрете командной тактики, и перед сезоном 2011 года командная тактика вновь была разрешена.
Были также и примеры применения других разновидностей командной тактики:
- Приказ прекратить борьбу на трассе поступал гонщикам, например, на Гран-при Бельгии 1998 года. Гонка проходила в сложных погодных условиях и была насыщена авариями, в результате которых из борьбы за первые места выбыли все гонщики топ-команд, и на первых двух позициях остались пилоты команды Jordan, которая на тот момент ещё за всю свою историю не выигрывала ни одной гонки. Находившийся в тот момент на первом месте экс-чемпион Дэмон Хилл связался с боксами и потребовал заставить своего партнера по команде, Ральфа Шумахера, прекратить борьбу за победу, поскольку в противном случае был возможен обоюдный сход пилотов Jordan. Руководитель команды Эдди Джордан прислушался к Хиллу, и Ральф Шумахер был вынужден финишировать на втором месте без борьбы[8].
- Приказ задержать соперников был озвучен Эдди Ирвайну на Гран-при Японии 1997 года. Ирвайн (Ferrari) начал гонку с минимальным запасом топлива в баках, что позволило ему в начале гонки вырваться вперед и в течение нескольких кругов удерживать за собой Williams лидера чемпионата Жака Вильнева, позволив лидеру команды Михаэлю Шумахеру выйти вперед после первой череды пит-стопов. Это позволило Шумахеру выиграть Гран-при и возглавить турнирную таблицу за 1 этап до конца чемпионата[9].

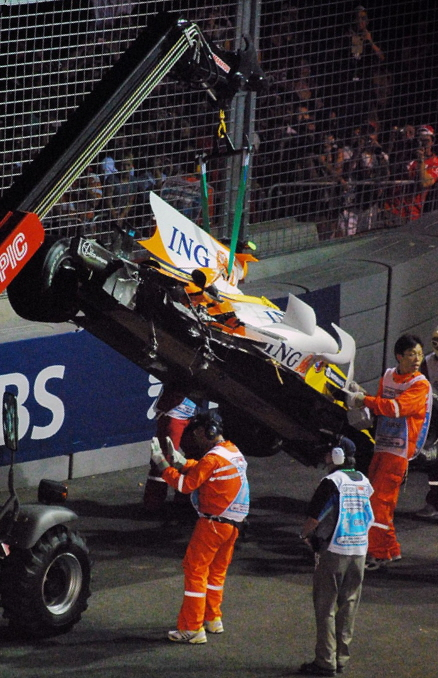
Разбитый Renault R28 Нельсона Пике-младшего эвакуируется маршалами Гран-при Сингапура 2008 года

- Другой, более яркий пример задержки соперников в пользу лидера команды — Гран-при Сингапура 2008 года. На 14 круге Нельсон Пике-младший (Renault) столкнулся со стеной в 17-м повороте трассы. В этом повороте отсутствовал подъёмный кран, используемый для того, чтобы убирать разбитые болиды с трассы[10]. Это заставило судей выпустить на трассу пейс-кар, что позволило Фернандо Алонсо (Renault), находившемуся после раннего пит-стопа позади большей части пелетона, ликвидировать отставание от лидеров и в результате принести Renault первую победу с 2006 года[11].
Хотя вначале Алонсо, Пике и руководитель команды Флавио Бриаторе утверждали, что авария Пике вызвана ошибкой пилота и никак не связана с тактикой пит-стопов Алонсо, спустя год после Гран-при Сингапура Пике, уволенный из Renault, объявил о том, что Бриаторе дал ему явный приказ разбить машину на 14-м круге[10]. Результатом этого инцидента стал бессрочный запрет на присутствие Бриаторе на гонках, санкционированных FIA, в том числе в качестве зрителя[12]. Запрет позднее был смягчен, однако FIA и прочие участники чемпионата высказались резко против применения такой командной тактики, поскольку она может повлечь за собой травмы и гибель пилотов[13].
- Приказ предоставить свою машину лидеру команды поступил, например, на 51-м круге Гран-при Великобритании 1957 года Тони Бруксу, когда на Vanwall его партнера по команде Стирлинга Мосса отказал двигатель. В то время замена шасси в ходе гонки Формулы-1 была разрешена, поэтому Мосс пересел в автомобиль Брукса и выиграл гонку, разделив очки за победу с Бруксом[14]. Другой пример такой тактики — квалификация и гонка Гран-при Великобритании 2010 года, когда руководитель Red Bull Racing Кристиан Хорнер отдал команду снять с болида Марка Уэббера обновленное переднее антикрыло и переставить его на машину Себастьяна Феттеля, что вызвало негодование Уэббера, посчитавшего это решение несправедливым[15].

## В других видах спорта

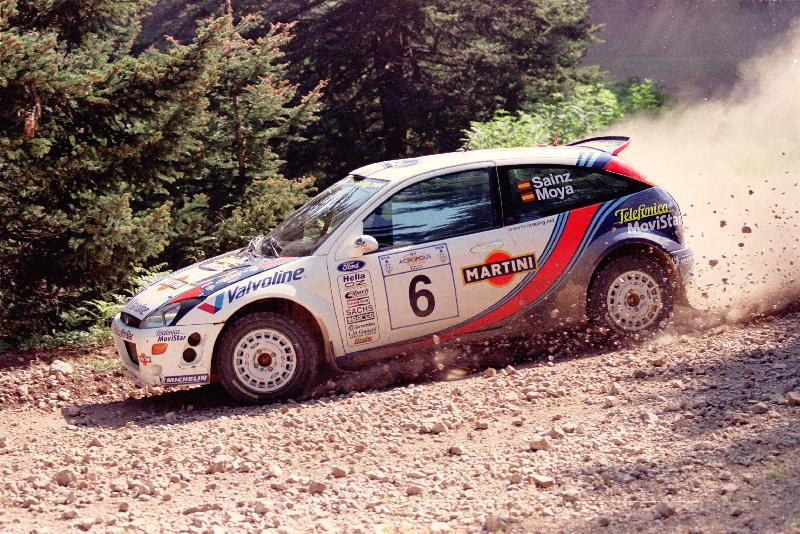
Карлос Сайнс (Ford Focus WRC) побеждает на спецучастке Ралли Акрополис 2000 года. Позже в тот же день по просьбе команды ему пришлось замедлиться и отдать победу Колину МакРею.

Командные тактики не являются уникальной особенностью Формулы-1. Например, нередки случаи применения командной тактики в чемпионате мира по ралли: Карлос Сайнс и Колин МакРей (Ford) на Ралли Акрополис 2000 года, Себастьен Лёб и Микко Хирвонен (Citroën) на Ралли Аргентины 2012 года и т. д. Другим примером может служить работа велокоманды Fassa Bortolo, строившей командную тактику вокруг спринтера Алессандро Петакки и выигравшей за годы своего существования более 200 гонок.

## Обмен местами без командной тактики
Зачастую гонщики одной команды меняются местами без борьбы добровольно, без каких-либо указаний команды. Так, по словам Дэвида Култхарда, перед Гран-при Австралии 1998 года он и Мика Хаккинен договорились, что гонку выиграет тот из них, кто окажется первым в первом повороте трассы. В воскресной гонке первым в поворот Брэбема вошёл Хаккинен, и Култхард добровольно прекратил борьбу за победу.